# Det Danske Bibelselskab
Det Danske Bibelselskab, eller Bibelselskabet, är en kyrklig institution i Danmark, med Brittiska och utländska bibelsällskapet som förebild. Det Danske Bibelselskab grundades 22 maj 1814 av skotten Ebenezer Henderson och stadfästes vid en kunglig resolution 23 juni samma år. För närvarande är kung Frederik X institutionens beskyddare.
Det Danske Bibelselskab har sedan grundandet haft som mål att utge och sprida Bibeln och dess budskap. Det ledde till att många bibelföreningar upprättades på många ställen i Danmark och att Bibeln blev vida spridd bland befolkningen. Institutionen kom med tiden även att bli en del av den danska folkkyrkan och sedan 1946 är man knuten till den internationella paraplyorganisationen United Bible Societies (UBS). Man är även medlem av Isobro, Forlæggerforeningen och Danske Kirkers Råd. Det Danske Bibelselskabs verksamhet täcker, utöver Danmark, även Färöarna och Grönland.

## Historik
Under 1800-talet företog Det Danske Bibelselskab revideringar av Nya Testamentet (1819) och Gamla Testamentet (1871) som auktoriserades och gavs ut. År 1886 fick man tillåtelse att ge ut den auktoriserade versionen av den danska Bibeln. Genom en kunglig resolution samma år beslutades det att den danska folkkyrkans församlingar skulle uppta kollekt till Det Danske Bibelselskab på nyårsdagen. År 1931 ger man ut en ny auktoriserad översättning av Gamla Testamentet och 1948 auktoriserades en ny översättning av Nya Testamentet. 1992 gav man ut en ny auktoriserad översättning av hela Bibeln, vilket var första gången på 250 år, och är för närvarande den gällande översättningen. År 2000 gav man ut en auktoriserad översättning av hela Bibeln på grönländska, den första någonsin.